# Samolot myśliwski

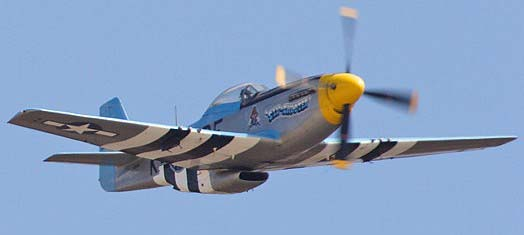
P-51 Mustang w malowaniu z roku 1944

Samolot myśliwski (pot. myśliwiec) – samolot bojowy przeznaczony przede wszystkim do zwalczania innych statków powietrznych i wywalczenia przewagi powietrznej, jak i obrony własnych samolotów o innym przeznaczeniu, czym różni się od bombowców, służących do atakowania celów naziemnych, głównie przy użyciu bomb.
Myśliwce z założenia są szybkie i silnie uzbrojone. Większość to maszyny względnie małe (przeważnie jednomiejscowe) i zwrotne.

## Historia
Pierwsze myśliwce zostały opracowane podczas I wojny światowej w odpowiedzi na pojawienie się sterowców i samolotów rozpoznawczych wroga, wypełniających misje rozpoznawcze i bombowe. Początkowo samoloty tego typu były dwupłatowcami, przeważnie skonstruowanymi z drewna, uzbrojonymi w lekkie karabiny maszynowe zainstalowane na płatach, obrotnicy lub na kadłubie. Z upływem czasu podniebne potyczki w celu zapewnienia sobie kontroli nad własnym obszarem powietrznym stały się coraz ważniejszą dziedziną walki. Podczas II wojny światowej myśliwce były już głównie metalowymi jednopłatami uzbrojonymi w zainstalowane w skrzydłach działka. W końcowej fazie wojny w miejsce silników tłokowych zaczęły wchodzić silniki turboodrzutowe, a głównym uzbrojeniem stały się działka i pociski rakietowe, uzupełniające lub zastępujące broń strzelecką.
Do celów klasyfikacji historycznej myśliwców wprowadzono pojęcie „generacji”; lata, w których samoloty zostały opracowane i skonstruowane, odgrywają drugorzędną rolę – o przynależności samolotu do generacji decydują zastosowane w nim technologie i rozwiązania techniczno-konstrukcyjne. Nowoczesne samoloty myśliwskie są najczęściej napędzane jednym lub dwoma silnikami turbowentylatorowymi i uzbrojone w pociski rakietowe różnych typów. Lekkie myśliwce do działań w dzień mają najczęściej dwa pociski, a myśliwce przewagi powietrznej takie jak F-15 Eagle czy F/A-18E/F Super Hornet od ośmiu do dziesięciu pocisków oraz, jako uzbrojenie dodatkowe, pomocnicze działko kalibru od 20 do 30 mm, a także radar służący do naprowadzania na cel.
Samoloty myśliwskie są głównym środkiem zdobywania przez siły zbrojne przewagi powietrznej. Od czasu drugiej wojny światowej panowanie w powietrzu stało się jednym z najważniejszych elementów prowadzenia zwycięskich kampanii we współczesnych działaniach wojennych, co znajduje odzwierciedlenie w nakładach finansowych na rozwój i utrzymanie sił powietrznych, a zwłaszcza nowoczesnych myśliwców.
W XXI wieku stopniowo odchodzi się od klasycznych samolotów myśliwskich na rzecz samolotów wielozadaniowych, łączących wszystkie cechy myśliwca, mających ponadto możliwości taktycznego zaatakowania celów naziemnych wroga.

## Myśliwce z napędem śmigłowym

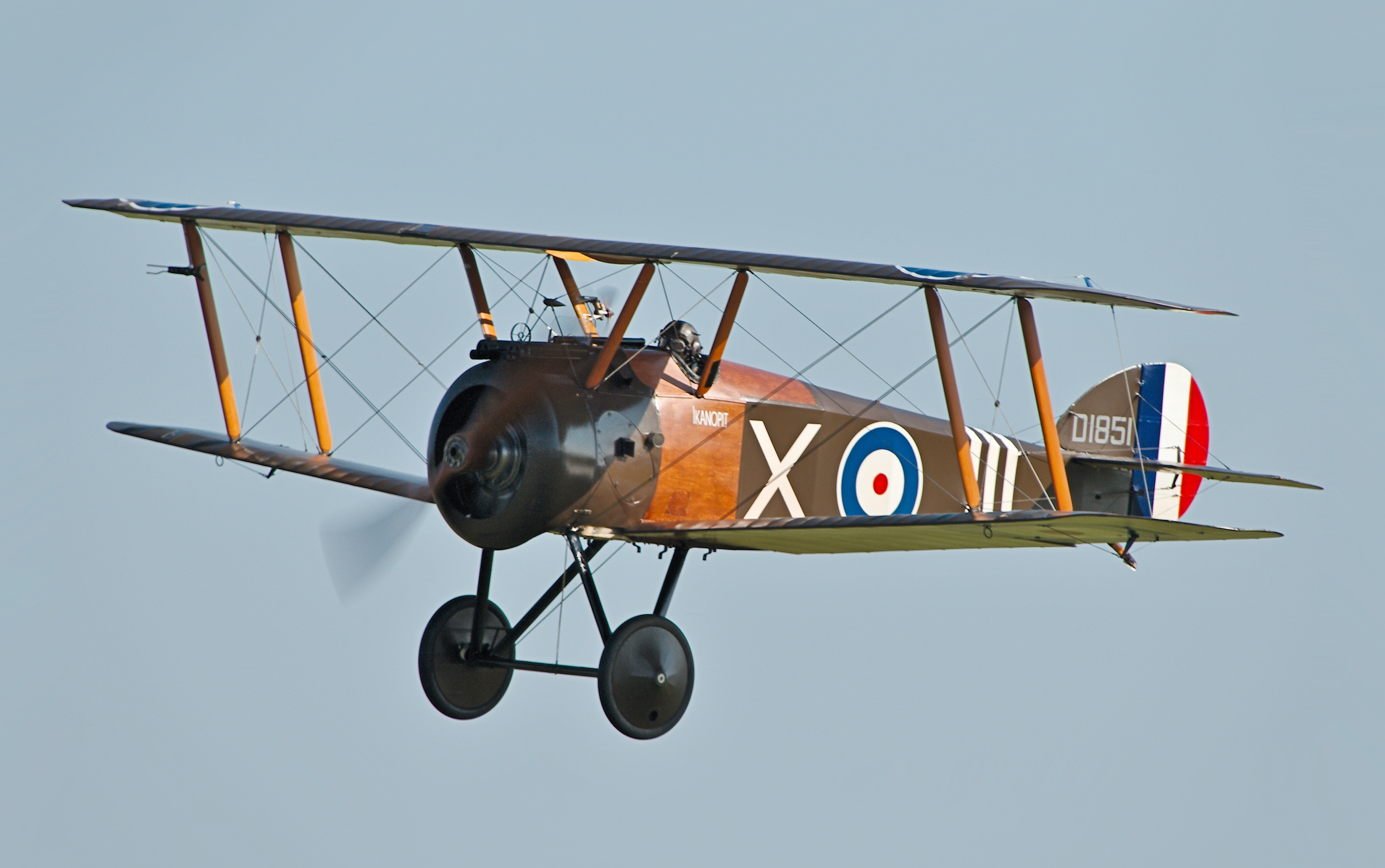
Sopwith Camel – brytyjski myśliwiec z I wojny światowej

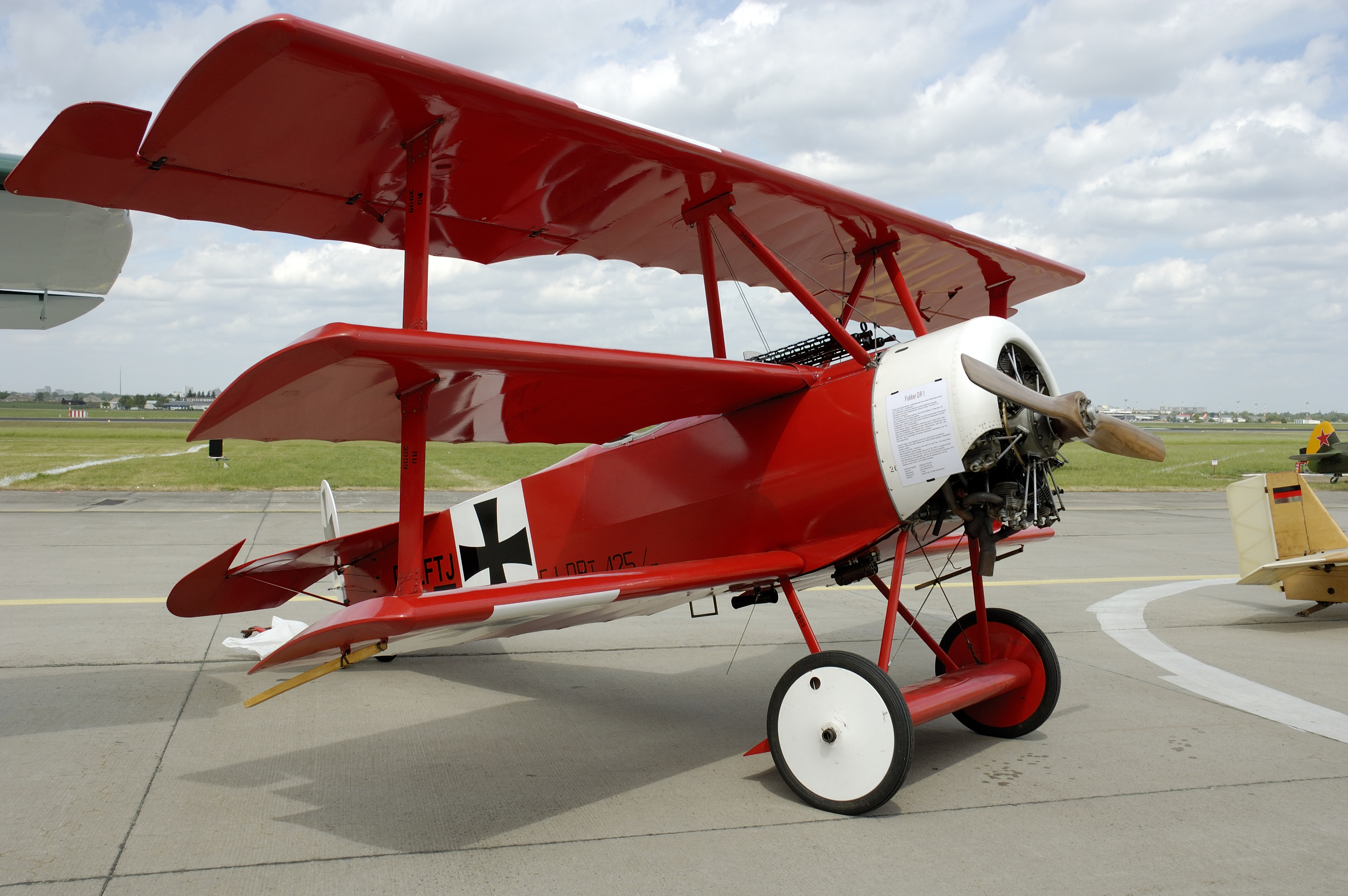
Fokker Dr.I – replika samolotu Czerwonego Barona

### I wojna światowa
Walki powietrzne mają swe korzenie w spotkaniach samolotów zwiadowczych przeciwnych stron walczących na początku I wojny światowej. Spotkania takie miały najpierw charakter pokojowy i kończyły się zazwyczaj pozdrowieniem, pomachaniem skrzydłami, wkrótce jednak przeistoczyły się one w próby wzajemnego strącania przeciwnika.
Pierwsza walka samolotów odbyła się 8 września 1914 koło Żółkwi.
Rosyjski pilot Piotr Niestierow staranował austriacki samolot rozpoznawczy.
W wyniku ataku samoloty rozbiły się, a załogi zginęły.
Pierwsze sposoby niszczenia wrogich samolotów polegały na użyciu lin zakończonych kotwicami, którymi próbowano zaczepić nieprzyjacielską maszynę. Używano też broni ręcznej takiej jak rewolwery, karabiny powtarzalne oraz granaty. W momencie, gdy dowództwa walczących stron zdały sobie sprawę ze znaczenia zwiadu powietrznego przeprowadzanego przez samoloty i sterowce, zrozumiano, jak ważną kwestią jest jednoczesne uniemożliwienie nieprzyjacielowi zdobywania analogicznych informacji. Pierwszym rozwiązaniem służącym niszczeniu wrogich samolotów rozpoznawczych były maszyny z zainstalowanym na obrotnicy karabinem maszynowym obsługiwanym z tylnego stanowiska obserwacyjnego albo karabinem zamocowanym na górnym płacie powyżej linii śmigła. Choć karabiny montowane na górnym płacie były bardzo użyteczne w maszynach jednomiejscowych to nastręczały dużych trudności w celowaniu i przeładowywaniu, a największym problemem było strzelanie przez płaszczyznę śmigła, tak aby go nie uszkodzić. Pierwszą maszyną z karabinem strzelającym przez śmigło był francuski samolot Morane-Saulnier L, w którym pionier francuskiego lotnictwa Roland Garros zastosował własne rozwiązanie polegające na zainstalowaniu na łopatach śmigła stalowych klinów odbijających uderzające w nie pociski. Choć nie było to rozwiązanie idealne, to skuteczność tego myśliwca była znacznie większa niż innych maszyn. Rozwiązanie Garrosa dostało się w ręce Niemców po zestrzeleniu jego maszyny poza linią frontu; wkrótce jednak Anton Fokker zainspirowany urządzeniem skonstruowanym w 1913 przez szwajcarskiego inżyniera Franza Schneidera, zbudował bardziej niezawodny system strzelania – synchronizator – umożliwiający oddawanie strzałów bez możliwości uszkodzenia śmigła.
Niektóre samoloty myśliwskie I wojny światowej:
- Vickers F.B.5 – jeden z pierwszych samolotów zbudowanych jako myśliwiec
- Nieuport: 11, 17, 23, 28
- Rumpler Taube
- Fokker E.I, E.II, E.III, E.IV, Dr.I, D.VII
- SPAD VII, SPAD XIII
- Sopwith Camel
- RAF SE.5
- Albatros: D.I, D.II, D.III, D.V

### 1919-1938

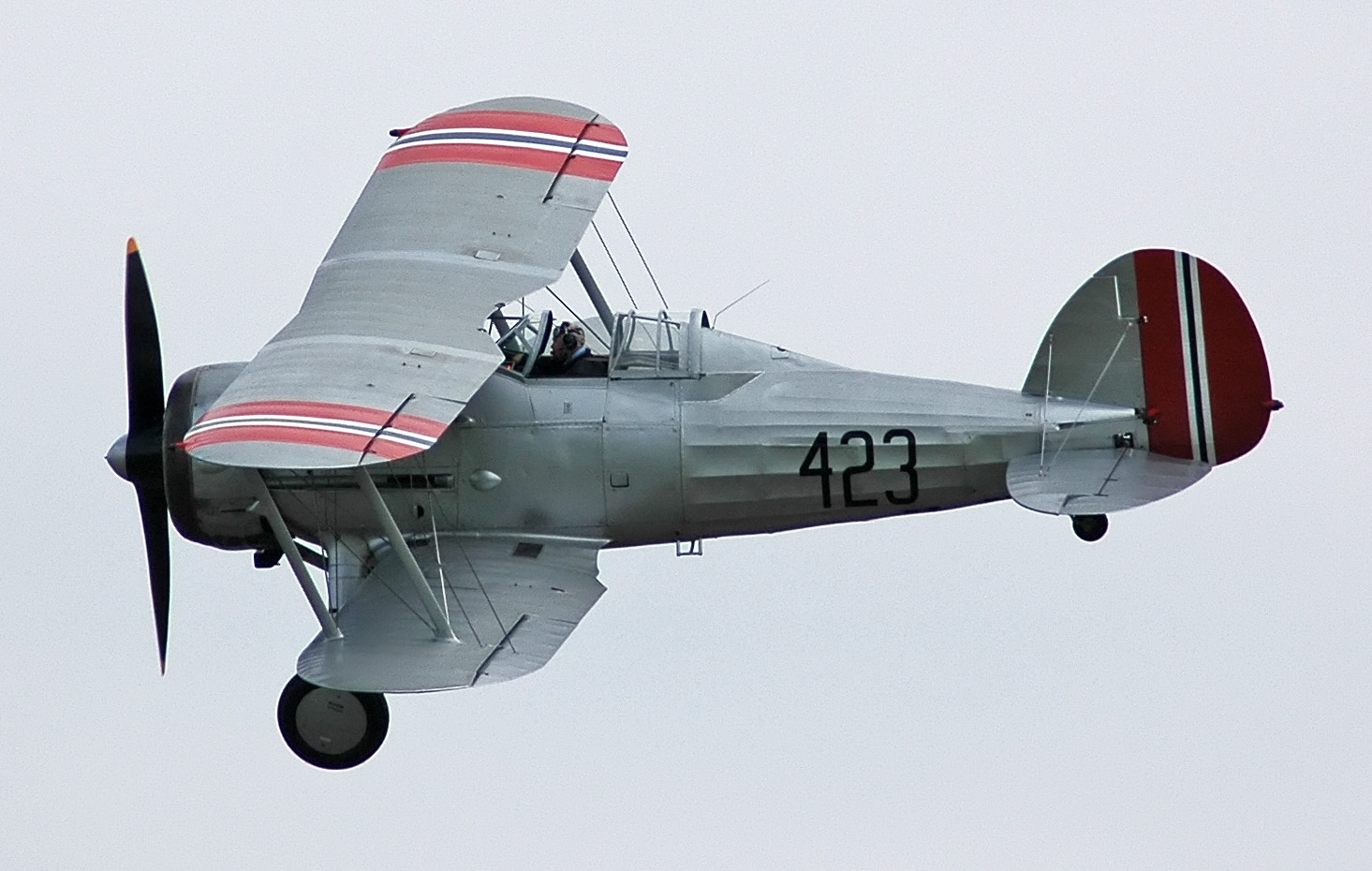
Gloster Gladiator – myśliwiec brytyjski

Tempo rozwoju myśliwców spadło w okresie międzywojennym, a najważniejszym osiągnięciem tamtych czasów w budowie samolotów było przejście z konstrukcji drewnianych krytych płótnem dwupłatów na metalowe skorupowe lub półskorupowe jednopłatowce. Pojawiły się myśliwce dwusilnikowe, które niekiedy nazywano ciężkimi, ale poza niektórymi rozwiązaniami oferującymi większy udźwig uzbrojenia nazwa ta nie miała uzasadnienia. Do połowy lat 30 nierozwiązana była kwestia zwrotności i prędkości myśliwców. Projektowano zatem dwa typy maszyn – maszyny szybkie („pościgowe”), w układzie jednopłata (najczęściej to dolnopłat) i myśliwce w układzie dwupłata (lub półtorapłata) posiadające korzystniejsze cechy w walce kołowej. Typowym przykładem są konstrukcje Polikarpowa I-15, oraz I-16. Głównym problemem takiego podziału był brak silnika o odpowiednio dużej mocy. Pojawiające się pod koniec lat 30 samoloty jednopłatowe z mocnymi silnikami (np. Hurricane, Bf 109, Spitfire), posiadające chowane podwozie i śmigła o zmiennym skoku usunęły ten podział. Głównym bodźcem rozwoju samolotów myśliwskich w czasie pokoju nie były cele wojskowe, ale chęć osiągania dobrych wyników w cywilnych rajdach samolotowych. Dzięki tym rajdom zatem pojawiły się maszyny bardziej aerodynamiczne, napędzane mocniejszymi, chłodzonymi cieczą silnikami, które były podstawą przyszłych myśliwców II wojny światowej.
Niektóre konstrukcje lotnicze okresu międzywojennego:
- Dwupłatowce
  - Avia B-534
  - Bristol Bulldog
  - Fiat CR.42 – uważany za najlepszy dwupłatowy myśliwiec powszechnie używany w Afryce Północnej
  - Gloster Gladiator – używany w walkach na Morzu Śródziemnym podczas II wojny światowej.
  - Hawker Fury – wykorzystywane podczas hiszpańskiej wojny domowej
  - I-15
- Jednopłatowce
  - Boeing P-26 Peashooter
  - Brewster F2A Buffalo
  - I-16
  - PZL P.11 – najsłynniejsza polska konstrukcja inż. Zygmunta Puławskiego

### II wojna światowa

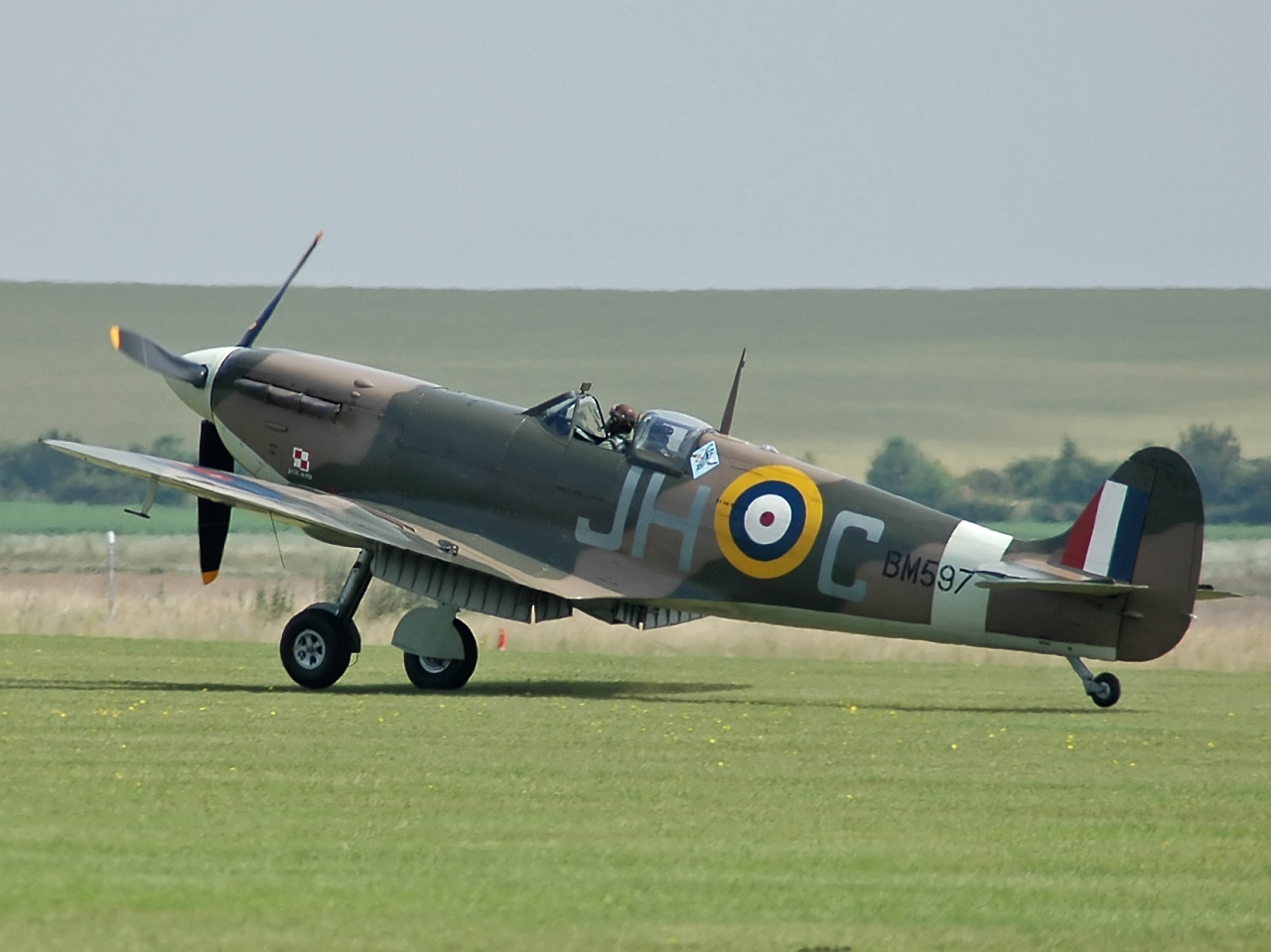
Supermarine Spitfire

Walki powietrzne stanowiły bardzo ważny element działań podczas II wojny światowej. Zdolność samolotów do wykrywania i nękania wojsk naziemnych była kluczowym ogniwem nazistowskiej doktryny wojennej i sposobu walki połączonymi siłami wielu formacji wojskowych, a niemożność wywalczenia przewagi powietrznej nad Wielką Brytanią uniemożliwiła przeprowadzenie inwazji na Wyspy Brytyjskie. Erwin Rommel opisał znaczenie sił powietrznych słowami: Ktokolwiek walczy, nawet przy użyciu najnowocześniejszej broni, z przeciwnikiem całkowicie panującym w powietrzu, walczy jak dzikus przeciwko nowoczesnej europejskiej piechocie, z takimi samymi jak dzicy ułomnościami i szansą na zwycięstwo.
Samoloty myśliwskie II wojny światowej posiadały wszystkie najnowocześniejsze rozwiązania opracowane w latach 30. Napędzane silnikami tłokowymi były wciąż unowocześniane, ich osiągi i możliwości rosły, aż do momentu pojawiania się silnika odrzutowego i napędzanych nim samolotów takich jak Messerschmitt Me 262 czy Gloster Meteor. Wiele z tych maszyn osiągało prędkości ponad 500 km/h w locie poziomym, a w czasie nurkowania rozpędzając się do prędkości ponad 800 km/h doświadczając problemów związanych ze zbliżaniem się do bariery dźwięku. Loty te pozwoliły zebrać doświadczenia na temat wzrostu obciążenia konstrukcji i innych zjawisk zachodzących przy zbliżaniu się do prędkości dźwięku, oraz przeciwdziałania efektom jej przekraczania nieprzystosowanymi do takich wyczynów maszynami poprzez opracowanie pod koniec wojny specjalnych hamulców aerodynamicznych zmniejszających prędkość w locie nurkowym i pozwalających zachować sterowność samolotu.
Krótko przed wojną wynaleziony radar był montowany na pokładach niektórych myśliwców, takich jak Messerschmitt Bf 110 czy Northrop P-61 Black Widow umożliwiając odnajdowanie celów i skuteczny atak w nocy. Kolejną innowacją tego okresu było wprowadzenie myśliwców uderzeniowych, inaczej samolotów myśliwsko-szturmowych zdolnych do zabierania ładunku bomb, niekiedy o znacznej masie. Pierwszą tego typu maszyną był F4U Corsair walczącej na Pacyfiku amerykańskiej piechoty morskiej, który powstał na bazie myśliwca z dodanymi uchwytami do podwieszania bomb. Po zrzuceniu ładunku samolot odzyskiwał wszystkie zalety myśliwca, mogąc skutecznie walczyć z maszynami wroga. Nad Europą tę formę walki dobrze spełniały maszyny takie jak Republic P-47 Thunderbolt, Hawker Typhoon, Hawker Tempest.
Ważniejsze konstrukcje lotnicze II wojny światowej:

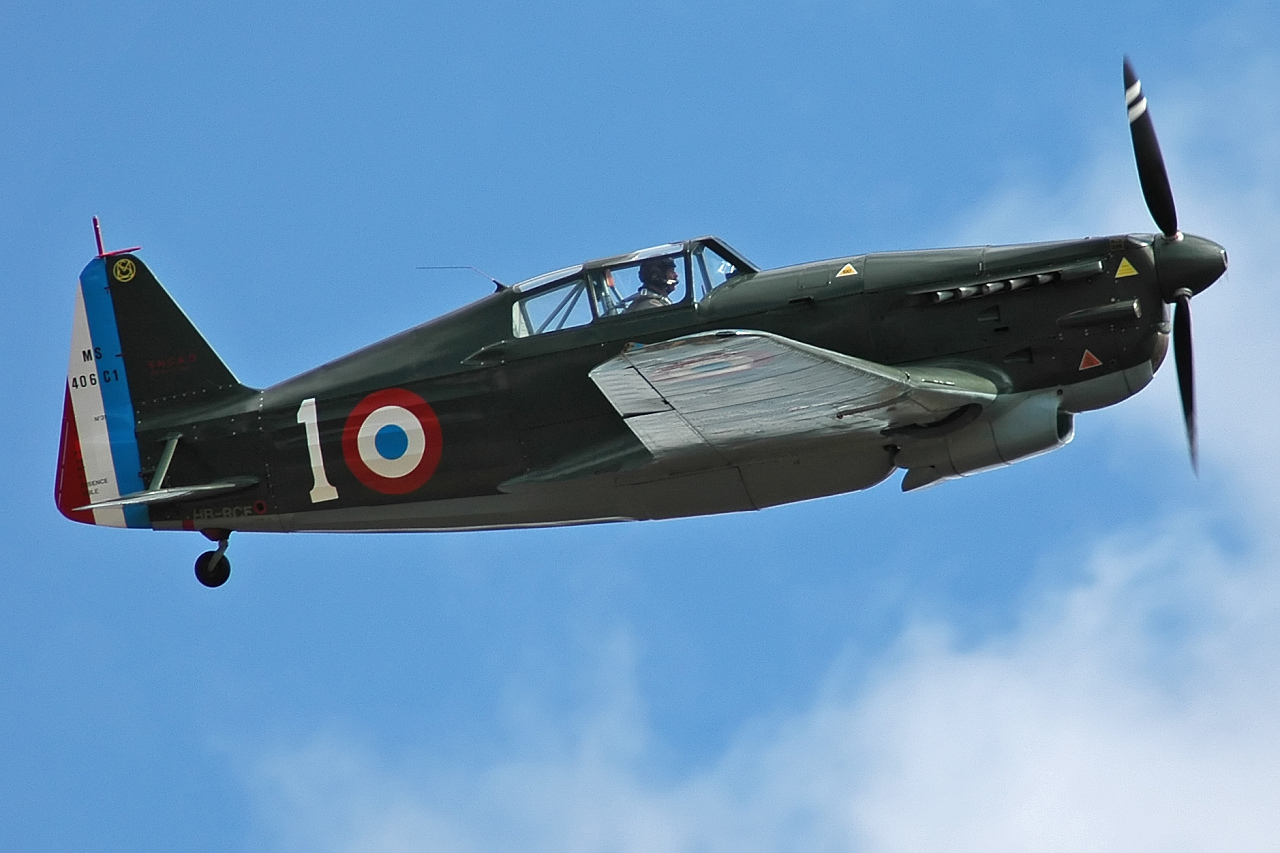
Morane-Saulnier MS.406

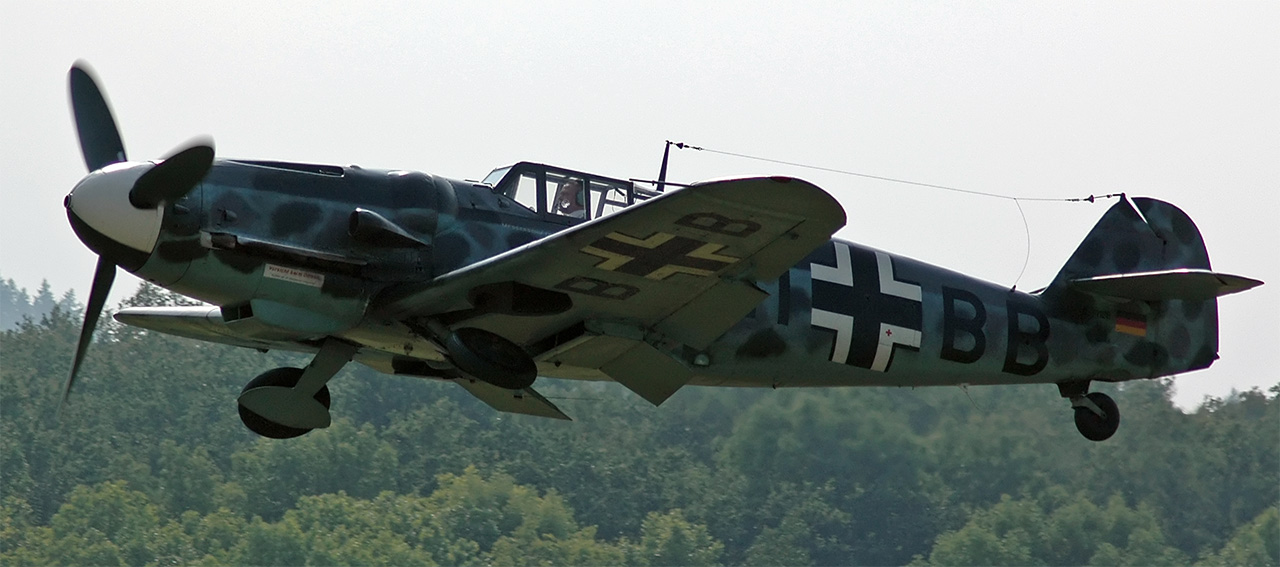
Messerschmitt Bf-109G-6

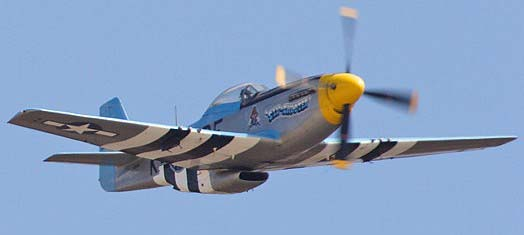
North American P-51 Mustang

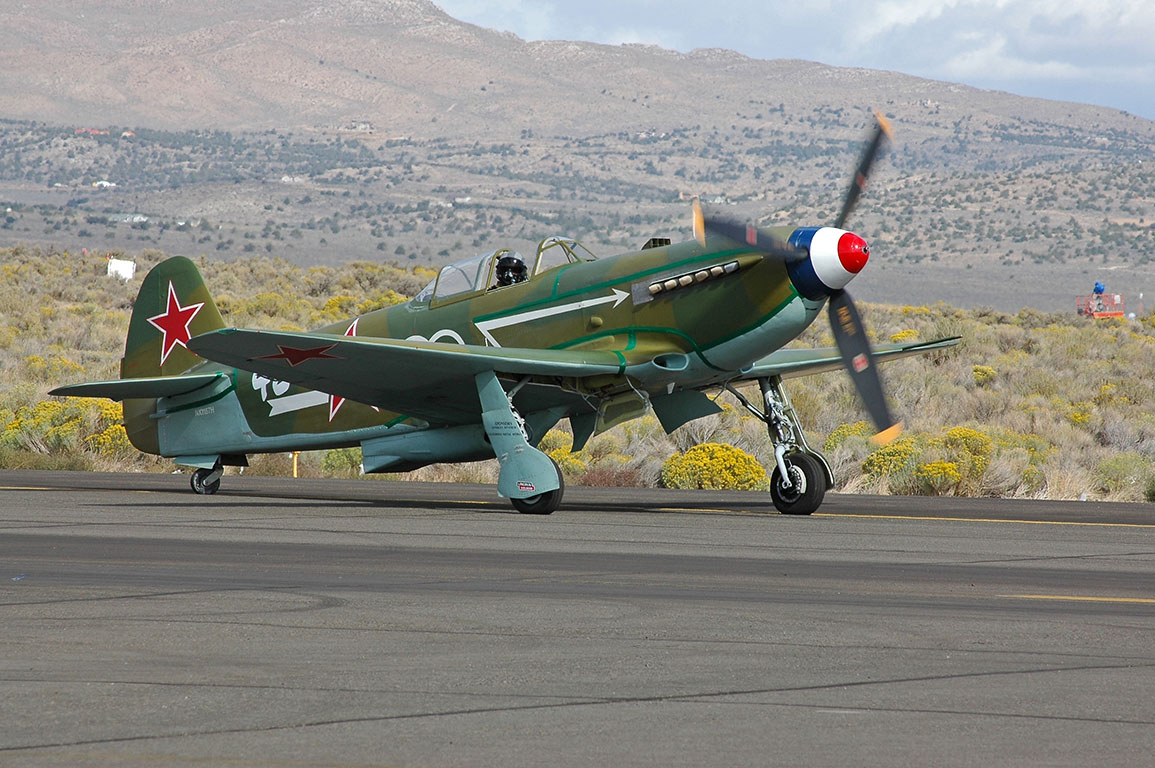
Jak-9

- Francja
  - Bloch MB.152
  - Dewoitine D.520
  - Morane-Saulnier MS.406

- Japonia
  - Kawanishi N1K-J
  - Nakajima Ki-43
  - Nakajima Ki-44
  - Nakajima Ki-84
  - Kawasaki Ki-61
  - Kawasaki Ki-100
  - Mitsubishi Zero
  - Mitsubishi J2M
- III Rzesza
  - Messerschmitt Bf 109
  - Messerschmitt Bf 110
  - Focke-Wulf Fw 190
  - Messerschmitt Me 163
  - Messerschmitt Me 262
  - Heinkel He 100
  - Heinkel He 112
  - Heinkel He 162

- Rumunia
  - IAR-80
- Stany Zjednoczone
  - Brewster F2A Buffalo
  - Grumman F4F Wildcat
  - Vought F4U Corsair
  - Grumman F6F Hellcat
  - Curtiss P-36 Hawk
  - Lockheed P-38 Lightning
  - Bell P-39 Airacobra
  - Curtiss P-40 Warhawk
  - Republic P-47 Thunderbolt
  - North American P-51 Mustang
  - Bell P-63 Kingcobra

- Wielka Brytania
  - Supermarine Spitfire
  - Hawker Hurricane
  - Hawker Typhoon
  - Hawker Tempest
  - De Havilland Mosquito
  - Gloster Meteor
- Włochy
  - Macchi MC.200 Saetta
  - Macchi MC.202 Folgore
  - Macchi MC.205 Veltro
  - Fiat G.50
  - Fiat G.55
- Związek Radziecki
  - Jak-1
  - Jak-3
  - Jak-9
  - ŁaGG-3
  - Ła-5
  - Ła-7
  - MiG-3

## Myśliwce z napędem odrzutowym

### Myśliwce pierwszej generacji (1944–1953)
Pierwszą generację reprezentują maszyny pionierskie w zakresie użycia silnika turboodrzutowego jako jednostki napędowej, zapewniającej znaczne zwiększenie prędkości w porównaniu do napędu śmigłowego, którego sprawność spadała wraz ze zbliżaniem się do prędkości dźwięku. Wiele pierwszych myśliwców odrzutowych przypominało pod wieloma względami samoloty o napędzie śmigłowym, będąc konstrukcjami o prostych skrzydłach, uzbrojonych w działka i nieposiadających radaru, który był ówcześnie używany tylko na pokładach myśliwców nocnych.
Pierwsze myśliwce odrzutowe zostały opracowane pod koniec II wojny światowej i weszły do służby w jej końcowej fazie. Tylko niektórych projektów użyto bojowo przed kapitulacją Niemiec. Wytwórnia Messerschmitt zbudowała samolot Me 262, szybszy o około 100 km/h od ówczesnych myśliwców z silnikami tłokowymi. Ze względu na małe zapasy paliwa i problemy materiałowe przegrywających wojnę Niemców, maszyna ta nie odegrała znaczącej roli w walkach, mimo to jej pojawienie się wyznaczyło nowy kierunek rozwoju konstrukcji lotniczych pokazując przestarzałość maszyn napędzanych silnikami tłokowymi. W Anglii prace nad konstrukcją samolotu odrzutowego trwały już od 1940, pierwszy lot brytyjskiego samolotu Gloster Meteor zbudowanego z zakładach Gloster Aircraft odbył się w 1943, a samolot ten wszedł do służby rok później. Po zakończeniu wojny praktycznie wszystkie prace rozwojowe nad myśliwcami napędzanymi silnikami tłokowymi zostały zarzucone, chociaż przez krótki czas budowano samoloty z napędem mieszanym takie jak Ryan FR Fireball, ale konstrukcje te nie zdobyły uznania i pod koniec lat 40. właściwie wszystkie nowe samoloty bojowe były napędzane silnikami odrzutowymi.
Pomimo niezaprzeczalnych zalet, konstrukcje wczesnych myśliwców odrzutowych były dalekie od doskonałości. Charakteryzowały się one dużymi rozmiarami, delikatną konstrukcją i żywotnością silników mierzoną w godzinach. Ponadto zwiększanie obrotów musiało odbywać się bardzo powoli, aby nie dopuścić do zgaśnięcia silnika i w konsekwencji nieuniknionej katastrofy. Z tego okresu pochodzą takie rozwiązania jak skośne skrzydła, fotel wyrzucany czy usterzenie płytowe.
Ważniejsze konstrukcje pierwszej generacji:
- FrancjaNorth American F-86 Sabre
  - Dassault MD 450 Ouragan
  - Dassault MD 454 Mystère IV
- Niemcy

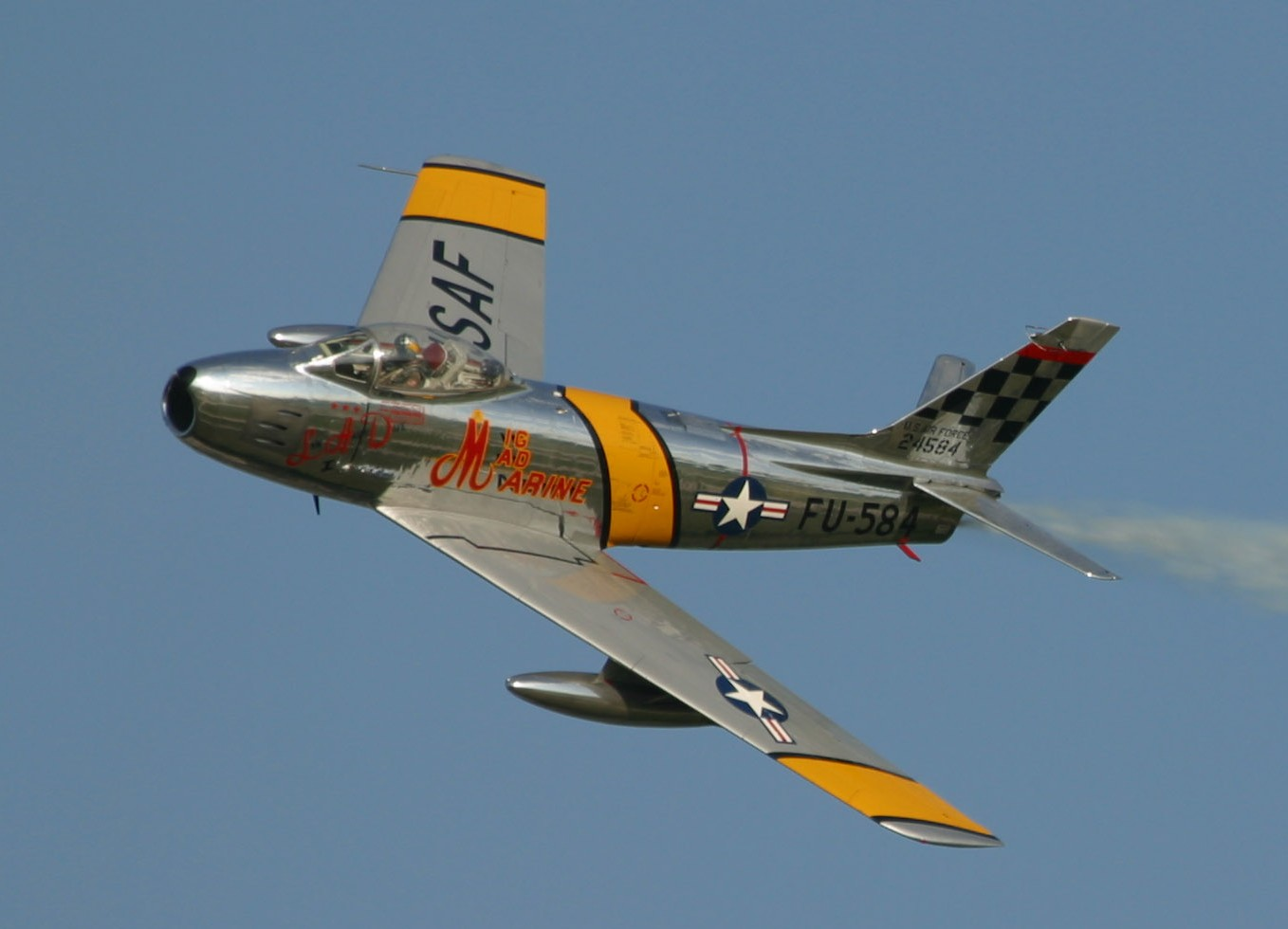
North American F-86 Sabre

  - Messerschmitt Me 262 – pierwszy użyty bojowo myśliwiec odrzutowy.
  - Heinkel He 162 – drugi myśliwiec odrzutowy Luftwaffe
  - Arado Ar 234 – pierwszy na świecie odrzutowy bombowiec.
  - Horten Ho 229 – znany również jako Horten Ho IX lub Gotha Go 229, samolot odrzutowy w konfiguracji latające skrzydło.

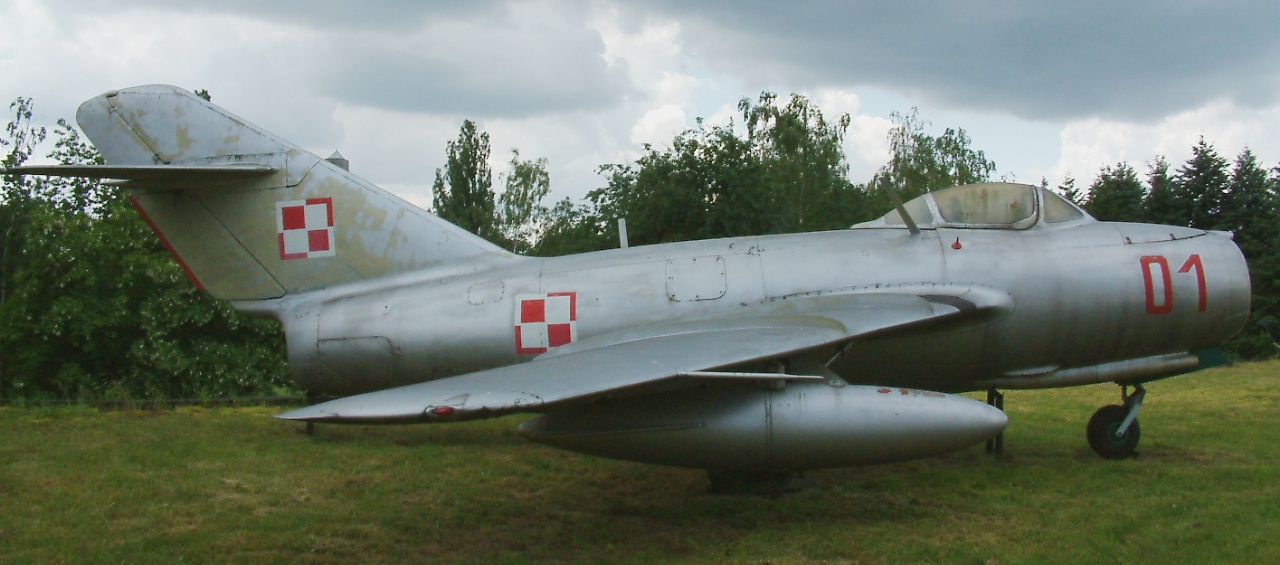
MiG-15 polskiego lotnictwa

- Stany Zjednoczone
  - Lockheed F-80 Shooting Star
  - North American F-86 Sabre
  - Northrop F-89J Scorpion
- Szwecja
  - Saab J29 Tunnan
  - Saab 32 Lansen

- Wielka Brytania
  - Gloster Meteor
  - de Havilland Vampire
  - Hawker Hunter
- Związek Radziecki
  - MiG-9
  - Ła-15
  - Jak-23
  - MiG-15
  - MiG-17

### Myśliwce drugiej generacji (1953–1960)
Druga generacja to samoloty, w których użyto wielu ówcześnie najnowocześniejszych technologii, a najważniejszą z nich było zastosowanie kierowanych pocisków rakietowych powietrze-powietrze takich jak AIM-9 Sidewinder i AIM-7 Sparrow, co w połączeniu z radarem stanowiącym już standardowe wyposażenie wydłużyło dystans prowadzenia walk powietrznych nawet poza zasięg wzroku. Konstruktorzy eksperymentowali z różnymi kształtami skrzydeł od skośnych, w kształcie delty, czy ze zmienną geometrią, oraz konstrukcją kadłubów zgodnie z regułą pól. Samoloty ze skośnymi skrzydłami stały się pierwszymi seryjnie budowanymi maszynami zdolnymi przekraczać barierę dźwięku. W późniejszych konstrukcjach drugiej generacji, jak MiG-21 czy F-4 Phantom, wprowadzono regulowane wloty powietrza, które miały zapewniać lepsze osiągi przy naddźwiękowych prędkościach. Stożek w MiG-21 miał taki kształt i mógł się wysuwać tak, aby tworząca się na nim fala uderzeniowa odbijała się wewnątrz wlotu, zwalniała przepływ i zwiększała jego ciśnienie przy małych stratach.
Skrzydła delta dzięki swojemu kształtowi zapewniały lepszą wytrzymałość i mogły być cieńsze niż wcześniejsze skrzydła skośne (jak np. w MiG-19).
W tym okresie pojawiła się pierwsza specjalizacja maszyn do wykonywania określonych zadań, myśliwsko-bombowych takich jak F-105 Thunderchief i Su-7, oraz przechwytywania (myśliwiec przechwytujący) takich jak English Electric Lightning i F-104 Starfighter. Myśliwce przechwytujące były wyspecjalizowanymi maszynami, w których po raz pierwszy zrezygnowano z uzbrojenia strzeleckiego na korzyść pocisków rakietowych zdolnych razić cele z dużych odległości. W rezultacie otrzymano samolot charakteryzujący się dużym udźwigiem uzbrojenia, radarem dalekiego zasięgu, oraz dużymi prędkościami: maksymalną oraz wznoszenia kosztem zwrotności.
Ważniejsze konstrukcje drugiej generacji:

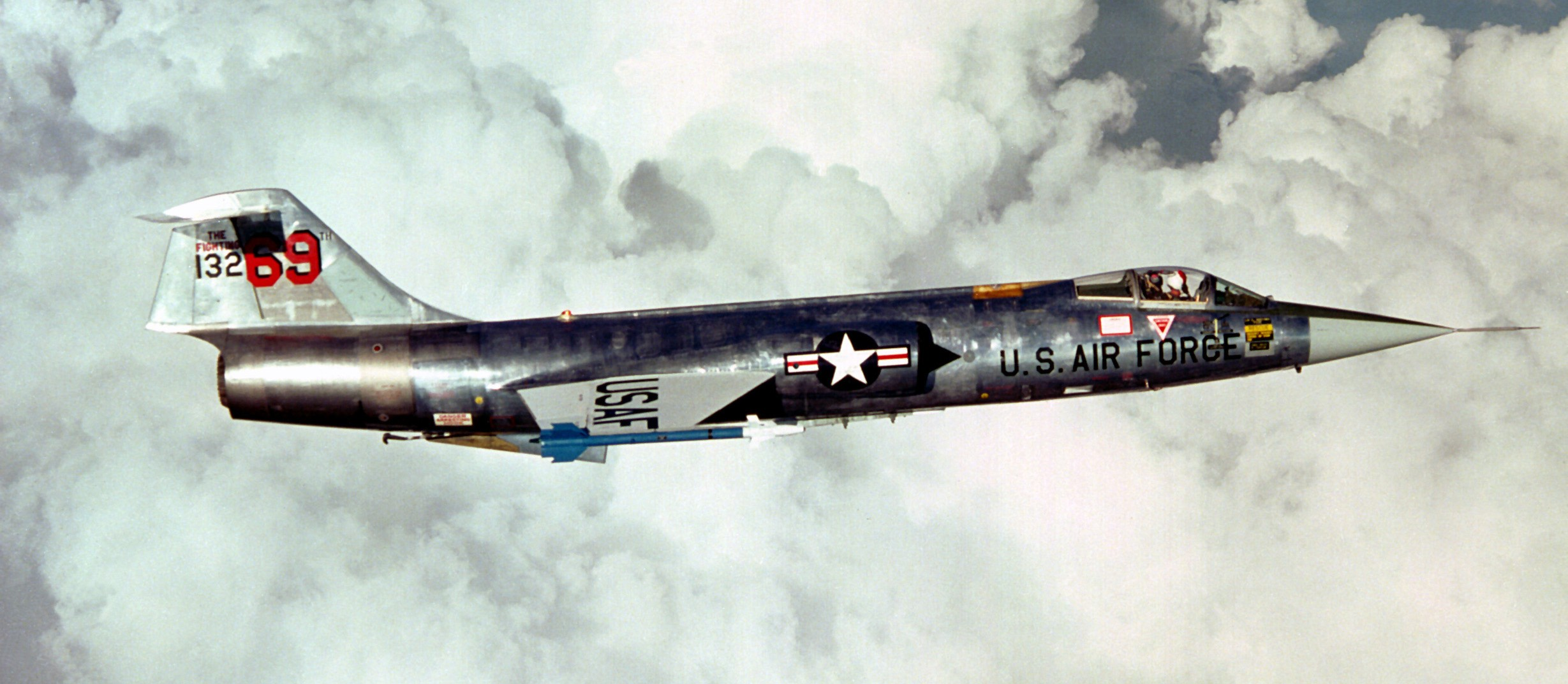
Lockheed F-104 Starfighter

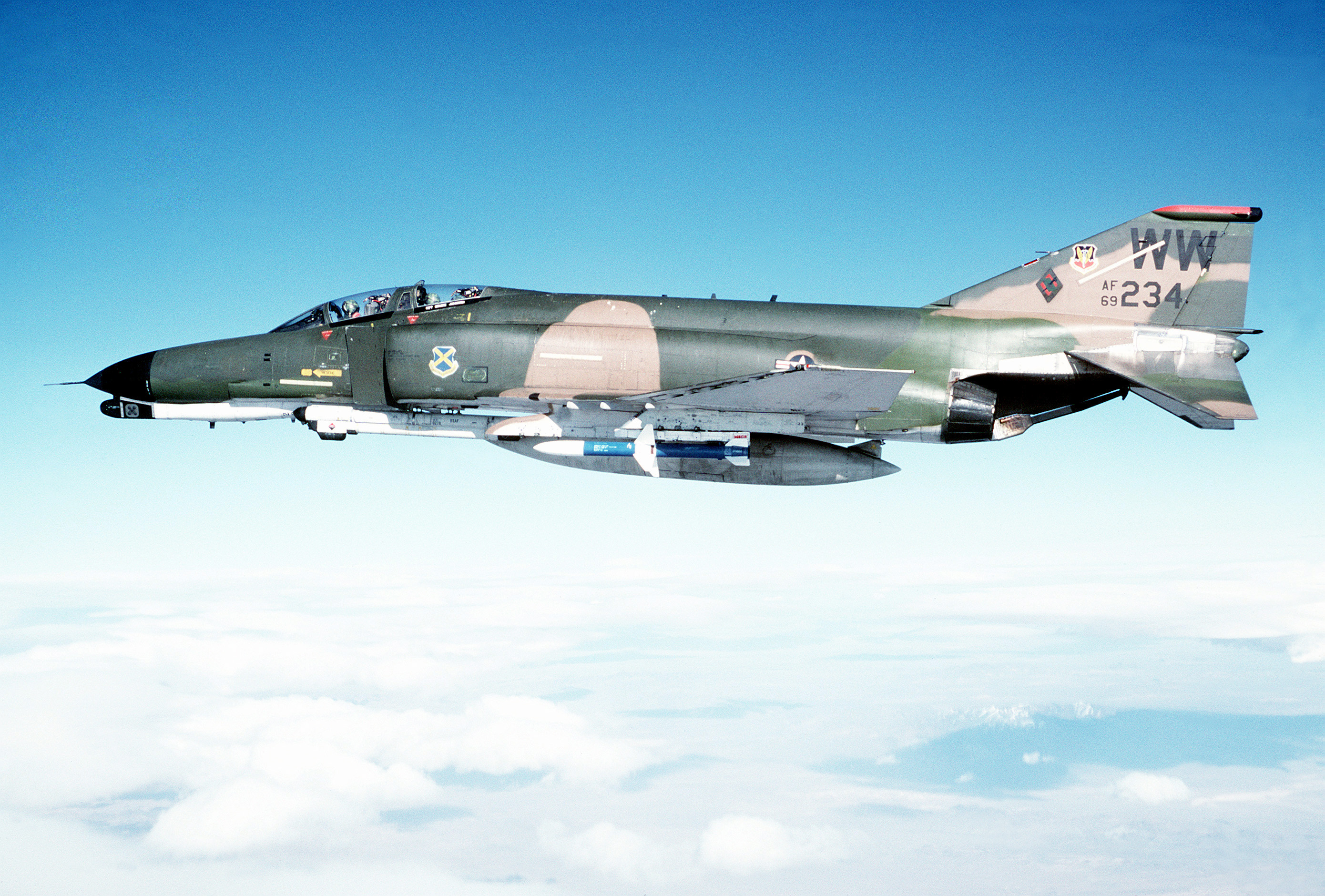
McDonnell Douglas F-4 Phantom II

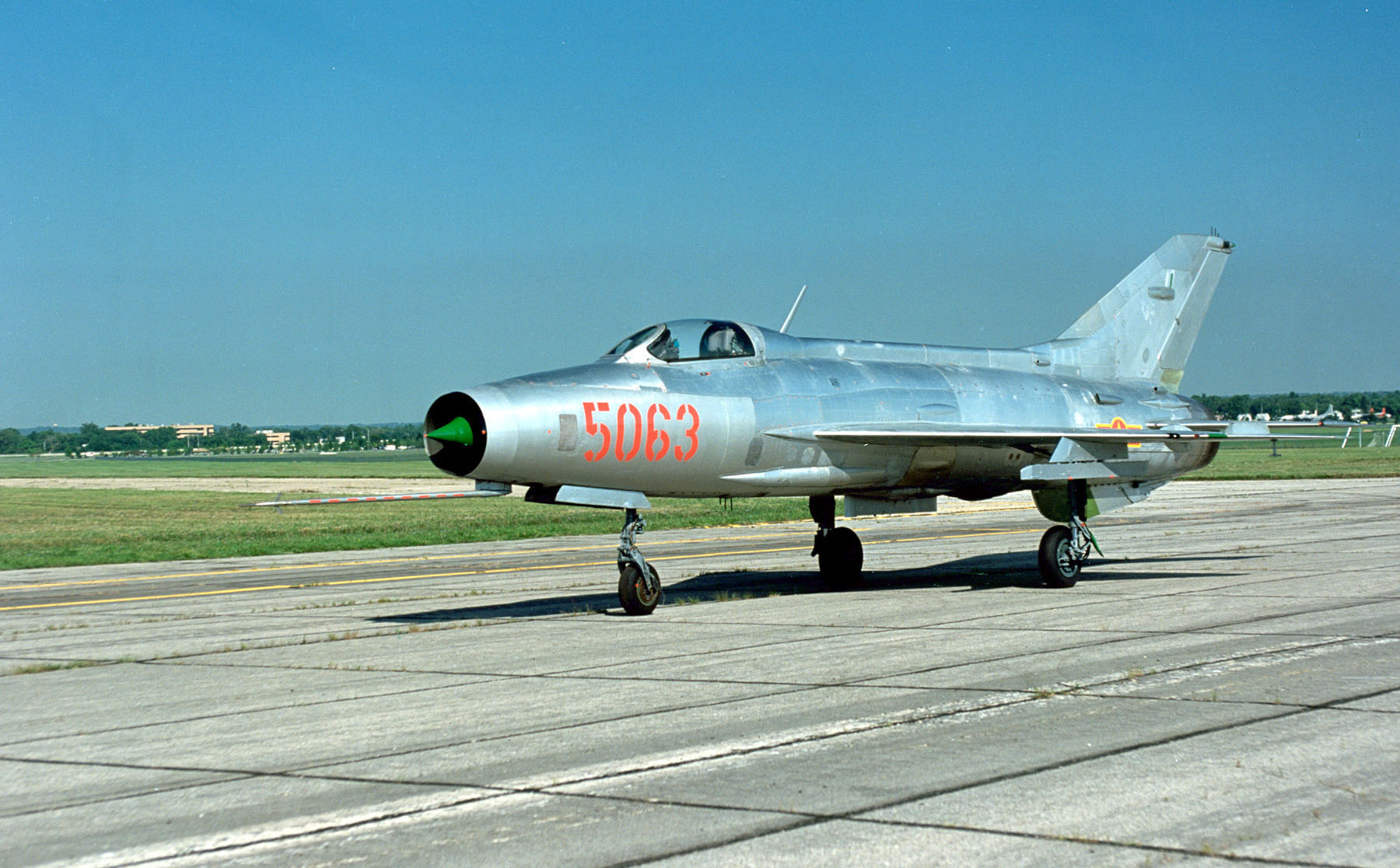
Myśliwiec przechwytujący MiG-21PF

- Chiny
  - Shenyang J-6
  - Chengdu J-7
- Francja
  - Dassault Étendard IV
  - Dassault Super Mystère
  - Dassault Mirage 5
- Indie
  - HAL HF-24 Marut
- Kanada
  - Avro Canada CF-105 Arrow

- Stany Zjednoczone
  - Grumman F-11 Tiger
  - North American F-100 Super Sabre
  - Convair F-102 Delta Dagger
  - Lockheed F-104 Starfighter
  - Republic F-105 Thunderchief
  - Convair F-106 Delta Dart
  - Chance Vought F-8 Crusader
  - McDonnell Douglas F-4 Phantom II
  - Northrop F-5 Freedom Fighter

- Szwecja
  - Saab J35 Draken
- Wielka Brytania
  - Gloster Javelin
  - De Havilland Sea Vixen
  - English Electric Lightning
- Związek Radziecki
  - MiG-19
  - MiG-21
  - Su-9
  - Su-11
  - Jak-38

### Myśliwce trzeciej generacji (1960–1970)
W trzeciej generacji myśliwców skupiono się na dopracowaniu i udoskonaleniu rozwiązań technicznych wprowadzonych w poprzednich generacjach. Kluczową ideą dla ich rozwoju stała się koncepcja zmiennej geometrii skrzydeł. Samoloty pierwszej generacji jak MiG-17 dysponowały profilem poddźwiękowym, który generował dużą siłę nośną, ale utrudniał (ze względu na duże opory) przekroczenie prędkości dźwięku. Samoloty drugiej generacji posiadały smukły profil naddźwiękowy, który umożliwiał osiąganie większych prędkości, ale ograniczał zwrotność w walce manewrowej i spowodował wzrost prędkości startu i lądowania. Zmienna geometria wydawała się być rozwiązaniem idealnym. W pełni rozstawione skrzydła miały grubszy profil, a skrzydła niewielki skos, co ułatwiało lądowanie. Maksymalnie złożone skrzydła stawiały mniejsze opory przy przekraczaniu prędkości dźwięku. A w położeniu pośrednim samolot miał toczyć walkę manewrową. Niestety rozwiązane to wiązało się ze znacznym wzrostem masy i nie były używane we wszystkich konstrukcjach tego okresu. Powszechna stała się również mechanizacja skrzydła, jak bojowe klapy i sloty. Zwiększenie możliwości bojowych uzyskano również przez zastosowanie nowocześniejszych pocisków rakietowych, radarów i innych urządzeń awionicznych. W oparciu o doświadczenia bojowe z pociskami kierowanymi zdano sobie sprawę, że w maszynach poprzedniej generacji nie doceniano znaczenia walki powietrznej na krótkich dystansach. W konsekwencji przywrócono pokładowe uzbrojenie strzeleckie, a zwrotność myśliwców znów stała się priorytetem.
Wszystkie te innowacje, chociaż znacząco podniosły osiągi maszyn i udźwig uzbrojenia, jednocześnie przyczyniły się do znaczącego wzrostu kosztów. Podczas gdy najpierw starano się budować wyspecjalizowane do określonych zadań samoloty, takie jak nocne myśliwce, myśliwce ciężkie i samoloty myśliwsko-szturmowe, teraz ze względu na wysokie koszty maszyn odwrócono tę tendencję, stawiając na samoloty zdolne wykonywać różne zadania. Stany Zjednoczone nie posiadały na wyposażeniu myśliwca trzeciej generacji. Doświadczenia wojny w Wietnamie udowodniły, że koncepcja porzucenia idei bezpośredniej walki manewrowej na rzecz wczesnego wykrywania i niszczenia samolotów wroga poza zasięgiem wzroku okazała się nietrafiona. Zdarzało się, iż ciężkie samoloty drugiej generacji padały łupem północnowietnamskich samolotów pierwszej generacji jak MiG-17. Projektowany do zastąpienia między innymi F-4 Phantom, które mimo iż w amerykańskiej nomenklaturze nazywa się samolotami trzeciej generacji, to z punktu widzenia aerodynamiki nimi one nie były. Samolot trzeciej generacji F-111 został opracowany jako typowy samolot przechwytujący i okazał się być zbyt ciężki, skomplikowany, a więc w świetle doświadczeń wojny w Wietnamie całkowicie nietrafiony. W rezultacie F-111 przekształcono w bombowiec frontowy, a zamiast nowego samolotu trzeciej generacji opracowano modernizacje samolotu F-4 Phantom II, wyposażając je między innymi w bojowe sloty na krawędzi natarcia mające zwiększyć zwrotność samolotu poprzez opóźnienie oderwania, a tym samym zwiększenie maksymalnych osiąganych kątów natarcia.
Ważniejsze konstrukcje trzeciej generacji:
- Chiny
  - Shenyang J-8
- Francja
  - Dassault Mirage III
  - Dassault Mirage F1
- Stany Zjednoczone
- Szwecja
  - Saab JA-37 Viggen
- Wielka Brytania
  - Hawker Siddeley Harrier
- Związek Radziecki
  - MiG-23
  - Mig-25

### Myśliwce czwartej generacji (1970–1990)
Ze względu na ciągły wzrost kosztów nowoczesnych myśliwców oraz sukcesu samolotu F-4 Phantom II bardzo popularna stała się idea myśliwca wielozadaniowego i nawet maszyny początkowo projektowane do określonych zadań zaczęto przystosowywać do wykonywania różnych rodzajów misji. Niektóre myśliwce, takie jak MiG-23 czy Panavia Tornado budowano w specjalizowanych wersjach przeznaczonych do pełnienia określonych zadań, natomiast inne, takie jak F/A-18 Hornet czy Dassault Mirage 2000 stały się samolotami prawdziwie wielozadaniowymi. Maszyny takie wyposażano w uniwersalną awionikę, która mogła być przełączana w tryb ataku na cele powietrzne lub naziemne. Koszty opracowania nowych maszyn wciąż rosły, popychając projektantów, ze względów ekonomicznych, do budowy uniwersalnych samolotów wielozadaniowych.
W odróżnieniu od myśliwców przechwytujących poprzednich generacji, większość nowoczesnych myśliwców przewagi powietrznej posiada zdolności do manewrowej walki powietrznej. Zastosowanie systemów cyfrowego sterowania fly by wire i zamierzonej niestabilności (niestabilność ta jest kompensowana przez komputery pokładowe, jednocześnie znacząco wpływając na dużą zwrotność maszyny), jest powszechną praktyką w projektowaniu nowoczesnych maszyn.
Ważniejsze konstrukcje czwartej generacji:
- Chiny
  - Chengdu J-10A, Shenyang J-11A
- Chiny/Pakistan
  - Chengdu FC-1/PAC JF-17 Thunder
- Francja
  - Dassault Mirage 2000
- Indie
  - HAL Tejas
- Izrael
  - IAI Kfir
- Japonia
  - Mitsubishi F-2
- Stany Zjednoczone
  - Grumman F-14 Tomcat
  - McDonnell Douglas F-15 Eagle

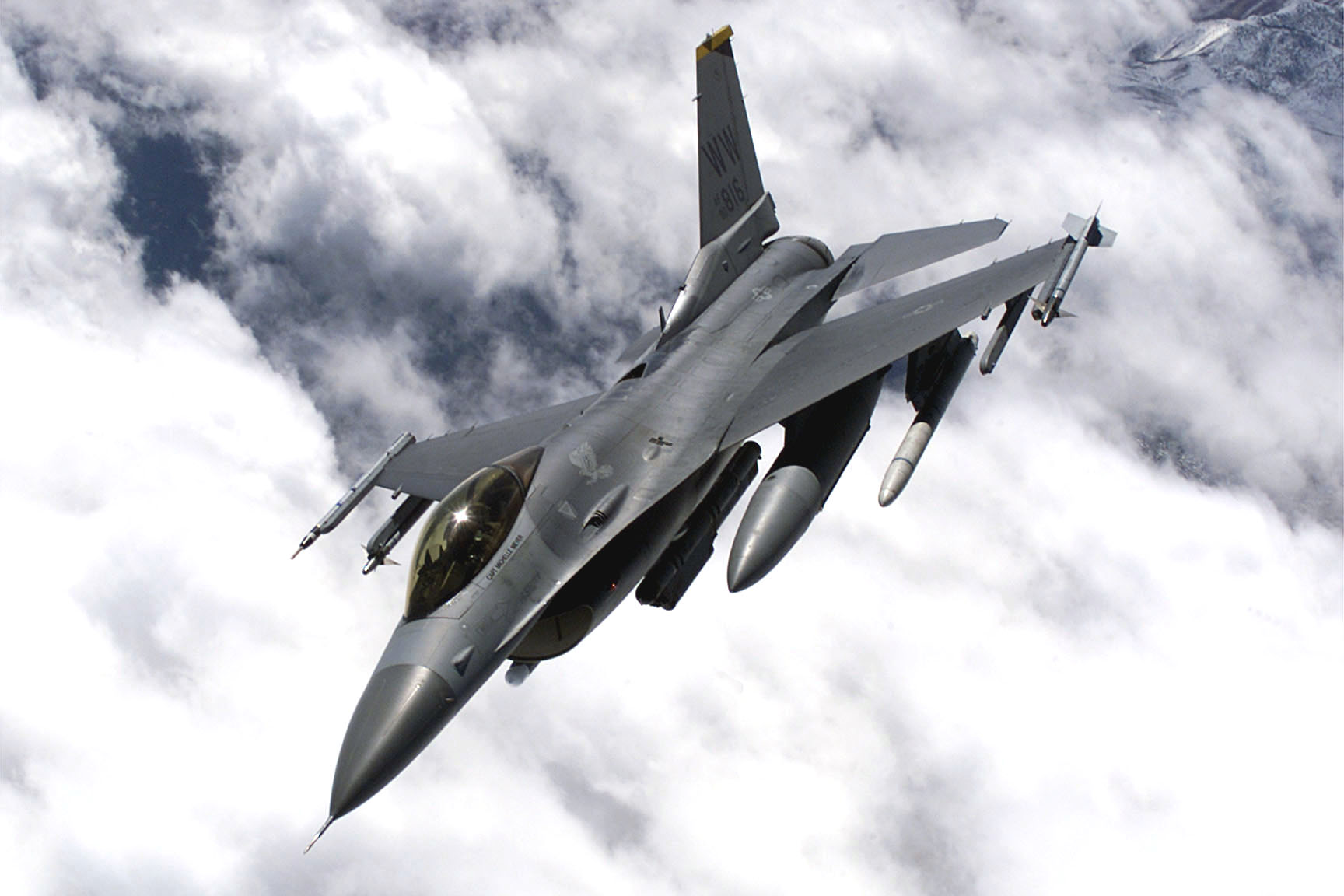
General Dynamics F-16 Fighting Falcon

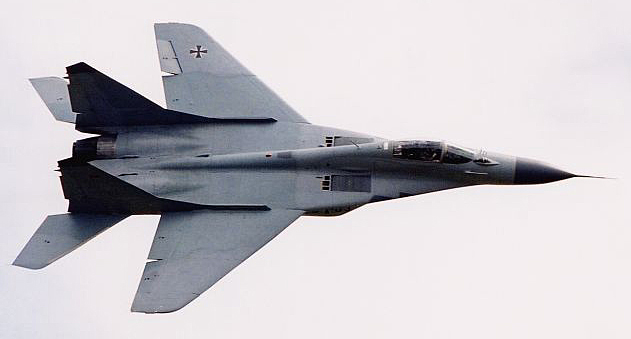
MiG-29 niemieckiej Luftwaffe

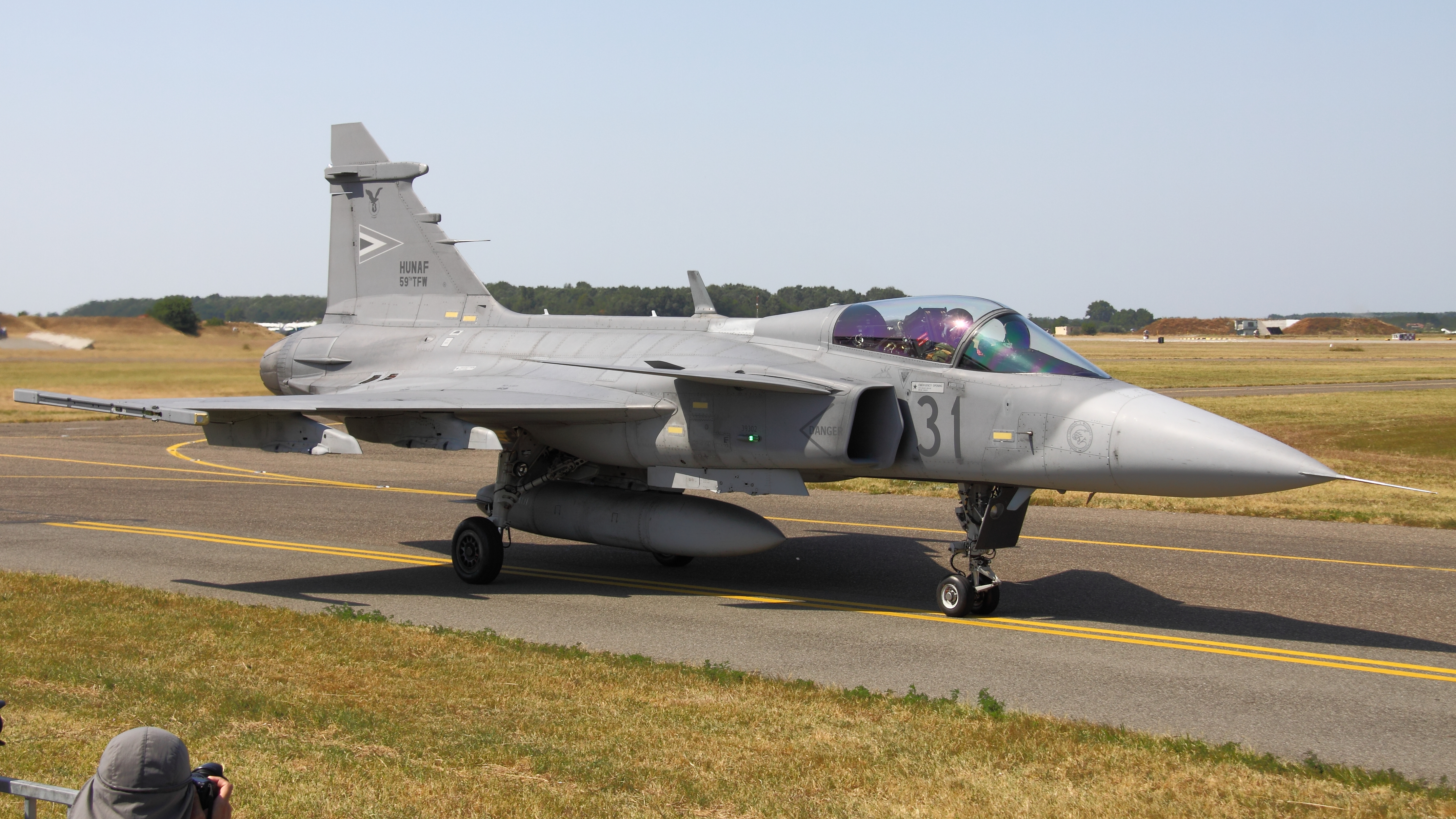
JAS-39 Gripen węgierskich wojsk lotniczych

  - General Dynamics F-16 Fighting Falcon
  - McDonnell Douglas F/A-18 Hornet
  - Northrop F-20 Tigershark
- Szwecja
  - Saab JAS 39 Gripen
- Tajwan
  - AIDC F-CK-1 Ching-Kuo
- Wielka Brytania/Niemcy/Włochy
  - Panavia Tornado
- Wielka Brytania/Stany Zjednoczone
  - McDonnell Douglas/BAE AV-8B Harrier II
- Związek Radziecki/Rosja
  - MiG-29
  - MiG-31
  - Su-27/Su-33
  - Jak-41

### Generacja 4,5 (od 1990)
Połówkowe oznaczenie generacji współczesnych myśliwców powstało w celu zaakcentowania zastoju w technologiach aerodynamicznych, w przeciwieństwie do postępu w tej dziedzinie przy budowie myśliwców 3. generacji, a jednocześnie zaznaczenia znaczącego skoku technologicznego w konstruowaniu systemów elektronicznych opartych na zaawansowanej technice mikroprocesorowej. Mimo nieznacznych zmian aerodynamicznych wpływających na zmniejszenie sygnatury radarowej, użycie superkomputerów czyni maszyny tej generacji mniej wykrywalnymi przez systemy radiolokacyjne. Przykładem maszyny generacji 4,5 jest F/A-18E/F Super Hornet, będący wersją rozwojową zbudowanego w latach 70. Horneta. Super Hornet został wyposażony w nowoczesną awionikę, szklany kokpit, radar z aktywnym skanowaniem fazowym, nowe silniki i jest zbudowany z użyciem lżejszych materiałów kompozytowych oraz nieznacznie zmienionym kształtem redukującym odbicia promieniowania radarowego. Poza F/A-18E/F Super Hornetem także F-15E Strike Eagle był wykorzystywany bojowo. Dassault Rafale i Eurofighter Typhoon zostały wykorzystane po raz pierwszy w czasie operacji NATO nad Libią.
Ważniejsze konstrukcje generacji 4,5:
- Chiny
  - Chengdu J-10B/C/FC-20

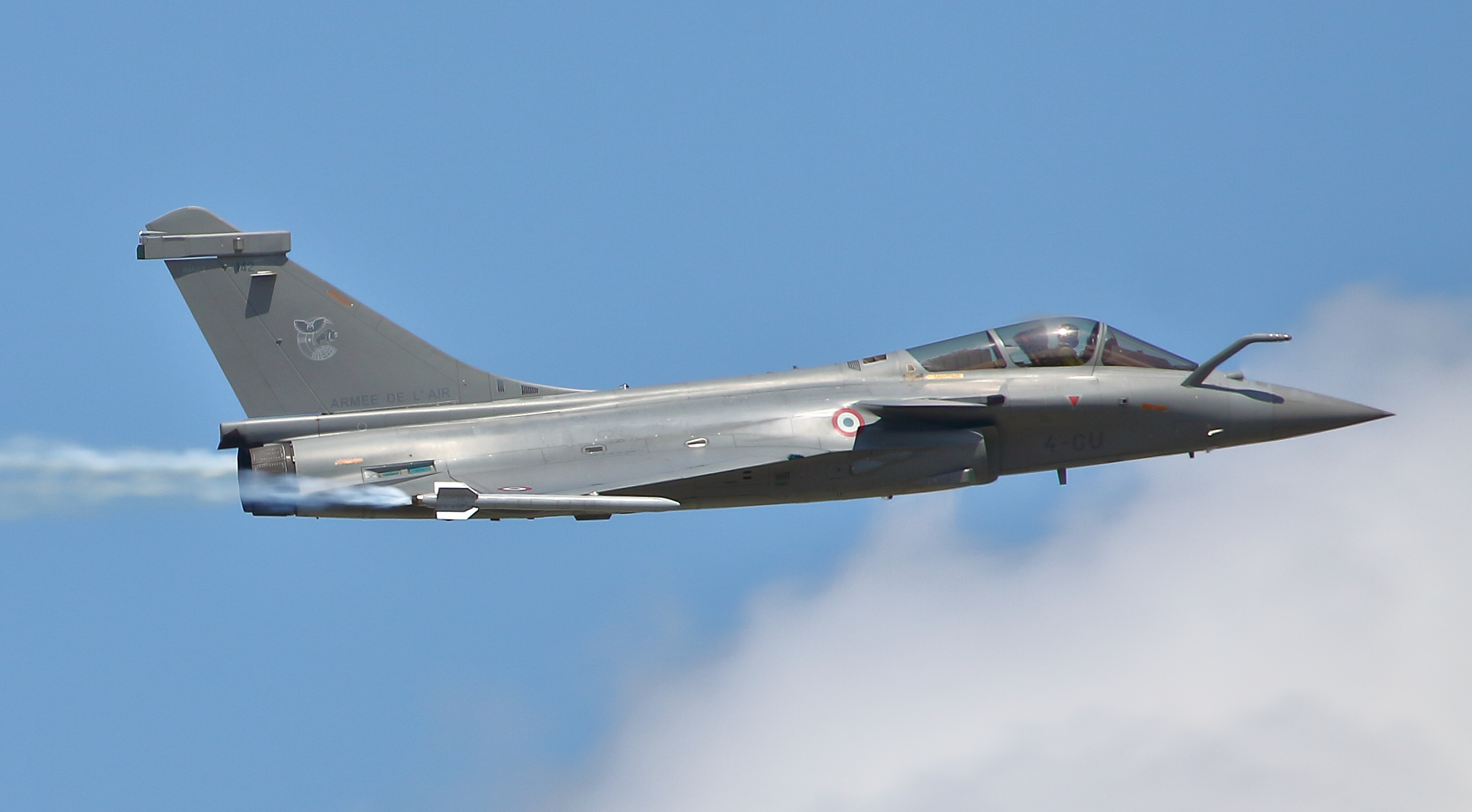
Dassault Rafale

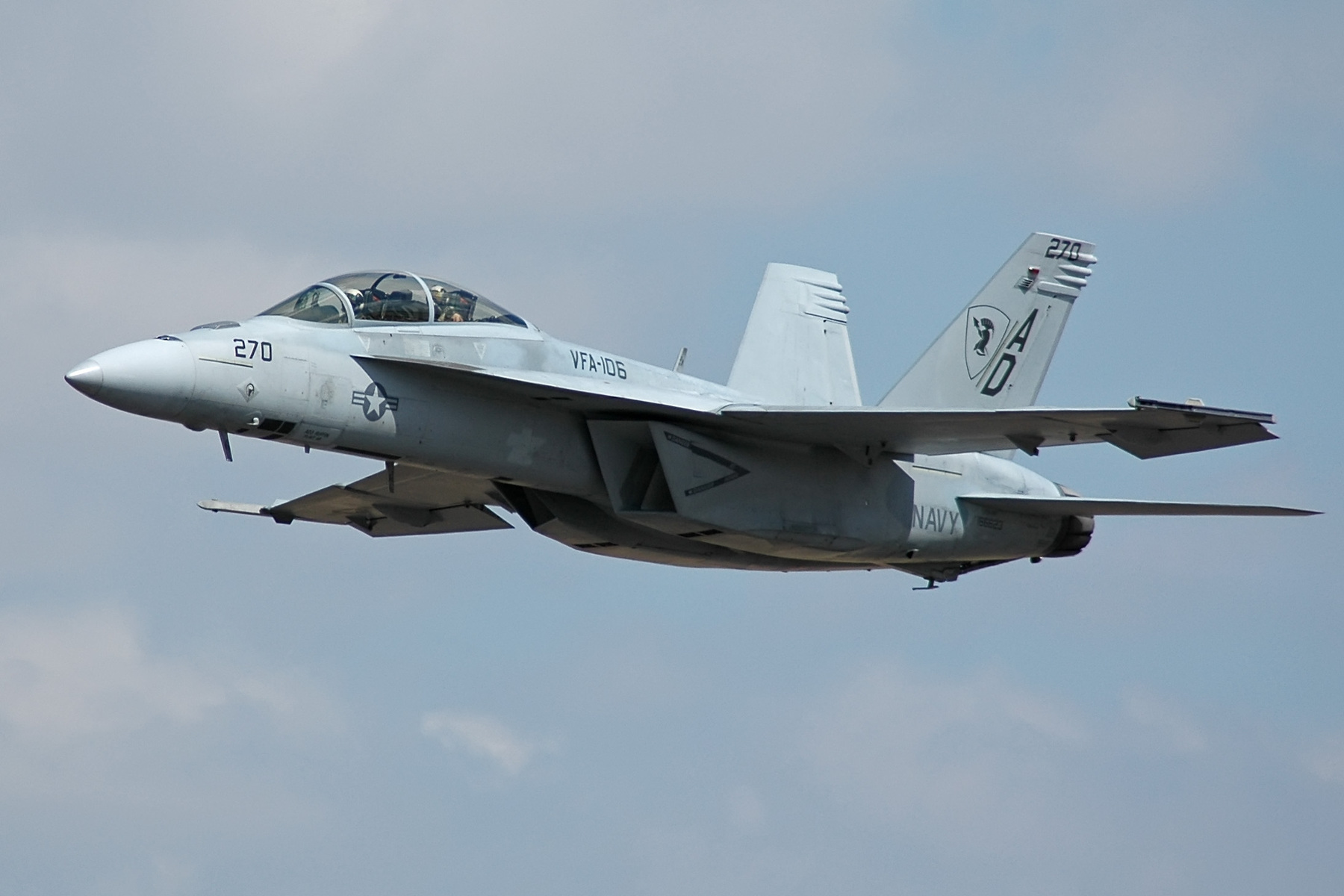
F/A-18F Super Hornet

  - Shenyang J-11B/Shenyang J-15/Shenyang J-16 (Su-27/-33)
- Francja
  - Dassault Rafale[2][3][4][5] (F3, F4)
- Konsorcjum europejskie:
  - Eurofighter Typhoon[2] (Block 25)
- Rosja
  - MiG-35
  - Su-30MKI/Su-35S
- Szwecja
  - Saab JAS 39E/F Gripen[2] (NG)
- Stany Zjednoczone
  - Boeing F/A-18E/F Super Hornet (Block II)
  - Boeing F-15E Strike Eagle / Boeing F-15EX Eagle II(inne języki)
  - Lockheed Martin F-16E/F/F-16V (Block 60/70/72)

### Piąta generacja myśliwców

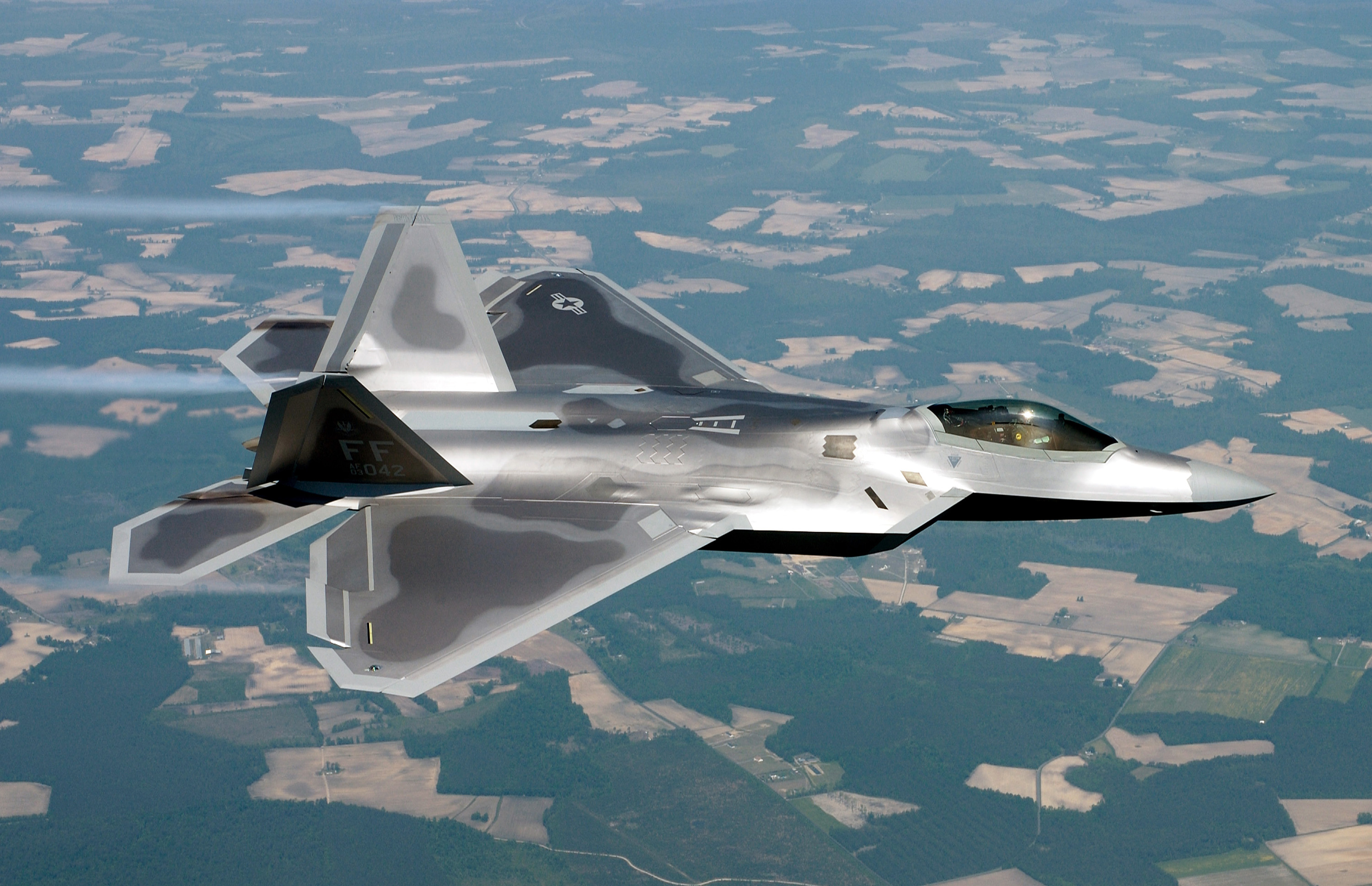
Współczesny amerykański myśliwiec przewagi powietrznej – Lockheed F-22 Raptor

Konstrukcja myśliwców najnowszej generacji łączy w sobie wielozadaniowość, cechę, na którą położono największy nacisk w poprzedniej generacji, w połączeniu z najnowszymi zdobyczami techniki, jak ciąg wektorowany, materiały kompozytowe, zdolność do lotów z prędkościami naddźwiękowymi bez użycia dopalaczy, nazywaną supercruise, oraz zmniejszenie wykrywalności przez radary dzięki technologii stealth, przede wszystkim zaś stopniem zaawansowania awioniki i sensorów samolotu. Obecne prace rozwojowe nad maszynami piątej generacji skupiają się właśnie nad zmniejszeniem sygnatury radarowej przez dopracowanie technologii stealth, zwiększenie zasięgu przy korzystaniu z prędkości supercruise oraz poprawieniu zdolności manewrowych.
1. amerykański Lockheed Martin F-22 Raptor, wprowadzony do służby w 2005 roku, konkurował i wygrał konkurs z projektem Northrop YF-23 Black Widow II
2. amerykański Lockheed Martin F-35 Lightning II, budowany w ramach programu Joint Strike Fighter. Uboższe od F-22A o własności stealth, projektowany do misji uderzeniowych i wsparcia wojsk lądowych w wersjach klasycznej oraz morskich: pionowzlotu i pokładowej. Oprócz USA, w programie bierze udział: Wielka Brytania, Włochy, Holandia, Turcja, Australia, Norwegia, Dania i Kanada.
3. chiński Chengdu J-20[6];
4. chiński Shenyang J-31[7];
5. rosyjski Su-57, dawniej jako projekt PAK FA (od ros. Pierspiektiwnyj awiacyonnyj kompleks frontowoj awiacyi – perspektywiczny kompleks lotniczy dla lotnictwa frontowego), opracowywany pod kierownictwem biura konstrukcyjnego Suchoja (Su), przy współudziale wytwórni Mikojana (MiG) i Jakowlewa (Jak);
6. rosyjsko-indyjski projekt Sukhoi/HAL FGFA, na bazie PAK FA
7. rosyjski Su-75
8. japoński projekt Mitsubishi X-2 (Shinshin)[8];
9. koreański projekt KAI KF-21 Boramae.
10. turecki TAI Kaan

### Szósta generacja myśliwców
Mianem szóstej generacji określa się przyszłe myśliwce, które będą bardziej zaawansowane niż myśliwce piątej generacji.
1. amerykański Next Generation Air Dominance (Boeing F-47)
2. amerykański F/A-XX (myśliwiec pokładowy dla marynarki wojennej). Ma on zastąpić Boeinga F/A-18E/F Super Horneta po roku 2030[9].
3. francusko-niemiecko-hiszpański Future Combat Air System
4. brytyjsko-włosko-japoński Global Combat Air Programme(inne języki) (łączący brytyjsko-włoski BAE Systems Tempest i japoński Mitsubishi F-X)
5. rosyjski MiG-41
6. chiński Chengdu J-36 i Shenyang J-50